# Resolutie 1205 Veiligheidsraad Verenigde Naties
Resolutie 1205 van de Veiligheidsraad van de Verenigde Naties werd op 5 november 1998 unaniem aangenomen door de VN-Veiligheidsraad.

## Achtergrond
Op 2 augustus 1990 viel Irak zijn zuiderbuur Koeweit binnen en bezette dat land. De Veiligheidsraad veroordeelde de inval onmiddellijk en later kregen de lidstaten carte blanche om Koeweit te bevrijden. Eind februari 1991 was die strijd beslecht en legde Irak zich neer bij alle aangenomen VN-resoluties. In 1995 werd met resolutie 986 het
olie-voor-voedselprogramma in het leven geroepen om met olie-inkomsten humanitaire hulp aan de Iraakse bevolking te betalen.

## Inhoud

### Waarnemingen
Op 31 oktober besloot Irak niet langer mee te werken met de Speciale VN-Commissie, en het Internationaal Atoomenergie Agentschap (IAEA) beperkingen te blijven opleggen. Het land was echter verplicht te voldoen aan zijn verplichtingen onder resolutie 687, en daarvoor was samenwerking met de Speciale Commissie en het IAEA essentieel.

### Handelingen
De Veiligheidsraad veroordeelde Iraks beslissing om niet langer mee te werken met de Speciale Commissie en het IAEA en eiste dat die beslissing, alsook die van 5 augustus,
onmiddellijk werd ingetrokken. Zolang dat niet gebeurd was konden de provisies die met resolutie 687 waren opgelegd niet herzien worden.

## Verwante resoluties
- Resolutie 1175 Veiligheidsraad Verenigde Naties
- Resolutie 1194 Veiligheidsraad Verenigde Naties
- Resolutie 1210 Veiligheidsraad Verenigde Naties
- Resolutie 1242 Veiligheidsraad Verenigde Naties (1999)

Lijst ·  1147 ·  1148 ·  1149 ·  1150 ·  1151 ·  1152 ·  1153 ·  1154 ·  1155 ·  1156 ·  1157 ·  1158 ·  1159 ·  1160 ·  1161 ·  1162 ·  1163 ·  1164 ·  1165 ·  1166 ·  1167 ·  1168 ·  1169 ·  1170 ·  1171 ·  1172 ·  1173 ·  1174 ·  1175 ·  1176 ·  1177 ·  1178 ·  1179 ·  1180 ·  1181 ·  1182 ·  1183 ·  1184 ·  1185 ·  1186 ·  1187 ·  1188 ·  1189 ·  1190 ·  1191 ·  1192 ·  1193 ·  1194 ·  1195 ·  1196 ·  1197 ·  1198 ·  1199 ·  1200 ·  1201 ·  1202 ·  1203 ·  1204 ·  1205 ·  1206 ·  1207 ·  1208 ·  1209 ·  1210 ·  1211 ·  1212 ·  1213 ·  1214 ·  1215 ·  1216 ·  1217 ·  1218 ·  1219